# 流山おおたかの森
流山おおたかの森（ながれやまおおたかのもり）は、千葉県流山市にあるニュータウンである。つくばエクスプレスの整備に合わせて開発されたつくばエクスプレスタウンの一つ。

## 概要
流山市内を通る常磐新線（現在のつくばエクスプレス）の整備計画に合わせて行われた、大都市地域における宅地開発及び鉄道整備の一体的推進に関する特別措置法（略称:宅鉄法）に基づく都市開発計画「流山都市計画事業新市街地地区一体型特定土地区画整理事業」によって開発されたニュータウンで、日本住宅公団時代から約60年に渡って続いた都市再生機構のニュータウン事業における最後の地区である。1991年（平成3年）年に流山市から住宅・都市整備公団（現在の都市再生機構）へ事業要請があり、2000年（平成12年）年に建設省（現在の国土交通省）による事業計画認可を経て事業が開始され、2019年（令和元年）5月10日に換地処分の公告を経て竣功した。開発面積285.8ha、計画人口28,600人。

## 特色
開発地区のうち、駅周辺部には多様な都市機能の集積を図る「商業地（センター街区）」、幹線道路沿いには沿道型商業・業務施設の立地する「沿道市街地」、その周辺に住宅地が配置されている。また、工場・倉庫等の立地場所として「その他施設用地」もある。
2005年に開業したつくばエクスプレスにより、乗り換えなしで都心へ30分程度で出ることができる他、駅前には10近い複合商業施設があり、飲食店や映画館といったエンタメ施設、安い価格帯のスーパーマーケット、医療施設など、生活に欠かせない施設が駅から半径200m以内のエリア内において充実している他、開発区域内には大きな公園や駅前広場といった子供の遊び場として機能する施設が複数ある。また、自動車や鉄道を利用すれば1時間以内で複数の大型ショッピングモールやレジャー施設にアクセスでき、子供の遊びの選択肢が広いことから、家族の週末のお出かけに便利な立地となっている。
その他、駅前には子供を預けると指定の保育園・保育所に送迎する「送迎保育ステーション」があり、鉄道で通勤する子持ちの親にとっては、通勤前に保育園に寄って子どもを預ける手間がないため人気である。
このような立地や流山市による子育て支援政策により、ファミリー層の移住が増加し、流山市の人口増加に貢献した。特に、全国的な少子高齢化の最中で30～40代といった若い世代の人口が急増していることが特筆される。

## 経緯
この地域は道路や下水道が未整備のまま、それぞれの地域で小規模の開発が進み、生活排水が流れ込む河川が氾濫を起こすなど、都市問題が重層化していた。そのような中で常磐新線の計画が進められ、鉄道整備と都市開発を同時に行う、宅鉄法に基づく開発計画が持ち上がった。
しかし土地区画整理事業では、流山市が事業費負担することになっており、当時の流山市の認知度はつくばエクスプレス沿線の中で非常に低かったことから、居住地の選択肢にすら入らずに宅地が売れ残り、市の財政を圧迫するリスクもあることを流山市は認識していた。
これに対応するため、2003年に流山市長に就任した井崎義治は、アメリカで都市計画コンサルタントとして働いていた経験を活かし、市政を経営と捉え、流山市の知名度とイメージを上げるためのマーケティング戦略を実行した。
まず、開発に先立ちSWOT分析を行ったところ、流山市の強みは「都心へのアクセスの良さとオオタカが棲む豊かな自然の両立」、弱みは「知名度の低さ」、機会は「つくばエクスプレスの開通」、そして脅威は「つくばエクスプレス沿線自治体の中での埋没」であることが判明した。そこで、流山市が目指す都市イメージを「都心から一番近い森のまち」とした他、定住人口の増加策を打つ上でのメインターゲットを「共働きの子育て世代」に定めた。これを受け、開発に当たってはグリーンチェーン認定制度、景観条例、開発事業の許可基準等に関する条例などを次々と定め、「緑を増やす開発」をする方針とした他、待機児童ゼロの保育環境の整備や駅前送迎保育ステーションの開設など、仕事をしながら子育てをすることができるインフラ整備を進めることとした。
また、新設される駅前の空間のうち、いくつかはロータリーではなく駅前広場にすることにし、その駅前広場では流山おおたかの森 S・Cを運営する東神開発と流山市の間で協定を結ぶことによりイベントなどを自由に行えるようにすることとし、交流人口増加を図った。
一方、事業に先立つ環境アセスメント現況調査において、当時絶滅のおそれのある野生動植物の種の保存に関する法律（種の保存法）で希少種に指定されていたオオタカの巣が市野谷の森で発見された。これを踏まえて千葉県は、1996年6月に策定した自然環境保全計画で市野谷の森公園の整備・保全の方針を定め、土地区画整理事業と都市公園事業により保全されることになった。

## 字名
2019年、事業完了に伴って、新たな字名（地名）と字界が定められた。字の名称は、既に駅名として定着している「おおたかの森」を基調とし、つくばエクスプレスと東武野田線に沿って駅を中心に東西南北に分けることとなった。一方で、旧地名である市野谷、十太夫、駒木の名称を残してほしいという地域からの要望を受け、地区内に整備された公共施設の名称に従来の字の名称を用いることで、地域の歴史を継承することとなった。制定された地名は以下の通り。
- おおたかの森東
- おおたかの森西
- おおたかの森南
- おおたかの森北

## 交通

### 鉄道
- つくばエクスプレス・東武野田線（東武アーバンパークライン） 流山おおたかの森駅

### 自動車
常磐自動車道: 流山IC

## 施設
- 流山おおたかの森 S・C
- 流山市立小山小学校
- 流山市立おおたかの森小学校
- 流山市上下水道局（おおたかの森浄水場）
- 流山警察署
- 竜泉寺の湯 スパメッツァ おおたか
- 西初石近隣公園
- 市野谷 水鳥の池
- 市野谷向山遺跡